# Zoothera machiki
El zorzal de Tanimbar (Zoothera machiki) es una especie de ave paseriforme de la familia Turdidae endémica de las islas Tanimbar, en Indonesia.

## Distribución y hábitat
Se encuentra únicamente en las selvas húmedas del archipiélago de las islas Tanimbar, al suroeste de Nueva Guinea. Está amenazado por la pérdida de hábitat.